# Koryaga myrmecophila
Koryaga myrmecophila (лат.) — вид жуков из семейства блестянок (Nitidulidae). Единственный вид рода Koryaga Kirejtshuk, 1990. Эндемик Австралии.

## Описание
Мелкие жуки: длина самок 5,3 мм (ширина — 2,1 мм, высота — 1,3 мм). Тело блестящее красновато-коричневое. Голова, бёдра и голени уплощённые. Усики состоят из 11 члеников (с крупной булавой), короткие, немного меньше ширины головы. Ноги сравнительно длинные, но лапки короткие, полностью входят в углубления на голенях. Основания бёдер несколько вздуты. Голени без шпор. Найден в гнезде австралийского муравья Myrmecia forficata и, как и другие представители трибы Lawrencerosini, являются облигатными мирмекофилами (Кирейчук, 1990). Вид был описан российским колеоптерологом Александром Георгиевичем Кирейчуком (Зоологический институт РАН).